# 중심경향치
중심경향치(central tendency,中心傾向値)는 통계학 및 수학에서 자료 데이터 분포의 중심을 보여주는 값으로서 자료 전체를 대표할 수 있는 값을 이르는 말이다. '자료 전체의 특징을 하나의 수로 나타낸 것'으로 대푯값이라도 한다. 중앙값만을 가리키지는 않으며  또한 중앙값으로는 중심경향치를 온전히 다룰수없기에 '중심의 집중도'라는 유의미성을 확보하기 위해서 최빈값, 중앙값, 평균 값 등을 주요하게 함께 다룸으로써 자료의 데이터 분포를 전체적인 맥락에서 중심경향성을 살펴보는 것이 일반적이다. 한편 상대적인 개념으로 변산성(variability)이 있다.

## 중심값
중심경향치는 집중값 또는 중심값으로 표현하기도 한다.
중심값(中心값)은 실험 결과를 대표하는 집중값으로 산술 평균, 기하 평균, 중앙값, 최빈값 따위가 있으며 이들을 같이 다룬다.

## 예
Median(중앙값), Mode (최빈값), Mean (평균)
|        |        |
| 예시 1 | 예시 2 |

예시 1은 예시 2 보다 집중도가  높은 중심경향치를 보여준다.

## 같이 보기
- 편차
- 산점도
- 상관관계
- 빈도분포